# Гримонвиллер
Гримонвилле́р (фр. Grimonviller) — коммуна во французском департаменте Мёрт и Мозель региона Лотарингия. Относится к  кантону Коломбе-ле-Бель.	

## География
Гримонвиллер расположен в 37 км к югу от Нанси. Соседние коммуны: Фекокур на севере, Пюльне на северо-востоке, Френ-ан-Сентуа и Курсель на юго-востоке, Шеф-О на юге, Абонкур на юго-западе, Бёвзен на западе, Трамон-Лассю на северо-западе.

## Демография
Население коммуны на 2010 год составляло 97 человек.
| 1962 | 1968 | 1975 | 1982 | 1990 | 1999 | 2010 |
| ---- | ---- | ---- | ---- | ---- | ---- | ---- |
| 125  | 117  | 102  | 81   | 82   | 82   | 97   |

## Достопримечательности
- Церковь XIX века.

## Известные уроженцы
- Себастьян Боттен (фр. Sébastien Bottin, 1764—1853) — французский администратор и статистик.